# Accademia Maria Luisa di Borbone
L'Accademia Maria Luisa di Borbone di Viareggio, costituitasi nel 2010, è un ente esclusivamente culturale con le seguenti finalità: curare le memorie storiche del territorio dell’ex Ducato di Lucca legato alla Casa Borbone e promuovere iniziative culturali, soprattutto afferenti al territorio di Viareggio e della Versilia; favorire la conoscenza e il dialogo interculturale fra i Popoli dell’Europa e del Mediterraneo; promuovere attività di alta formazione nelle discipline storiche: supportare progetti di sostegno a favore di iniziative culturali, tramite la raccolta e l'erogazione di fondi.
Nel 2021 l’Accademia, che ha  ha sede nella splendida Villa Borbone di Viareggio, ha aggiornato il proprio statuto, mantenendone intatte le finalità, per rispondere alle esigenze d'adeguamento al Terzo Settore, nel quale è entrata nel 2022. 
L’intensa l'attività culturale svolta in questo arco di tempo, si è sviluppata in più direzioni:
a) incontri di studio su temi locali svolti sia in Viareggio che in altri centri minori della provincia, miranti alla valorizzazione storico-culturale di tutto il territorio; b) congressi su temi generali, come quello di tre giorni sul “Mediterraneo fra storia ed attualità” o i Colloqui “Tommaso Fanfani”, giunti alla decima edizione; c) pubblicazioni di saggi e atti di convegni; d) organizzazione di master post-universitari.
Merita particolare segnalazione l'attività editoriale che si svolge attraverso le Edizioni La Villa e le Edizioni della Fontana. Le prime si articolano in 3 collane: “Studi Storici”, “Tabularia”, “Storia della Medicina “Teodorico Borgognoni'. Le seconde ospitano le collane “Viandanti nella storia” e “Percorsi Viareggini”. Inoltre, l’Accademia pubblica la rivista internazionale “Studia Borbonica”.